# Lost (Trentemøller-album)
 For alternative betydninger, se Lost (flertydig). (Se også artikler, som begynder med Lost)
Lost er det fjerde studiealbum fra den danske elektroniske producer Trentemøller. Albummet blev udgivet den 16. september 2013 via A:larm Music og Anders Trentemøllers eget musikselskab In My Room.

## Spor
| #   | Titel                                            | Længde |
| --- | ------------------------------------------------ | ------ |
| 1.  | "The Dream" (featuring Low)                      | 6:52   |
| 2.  | "Gravity" (featuring Jana Hunter)                | 5:50   |
| 3.  | "Still On Fire"                                  | 5:28   |
| 4.  | "Candy Tongue" (featuring Marie Fisker)          | 4:37   |
| 5.  | "Trails"                                         | 7:12   |
| 6.  | "Never Stop Running" (featuring Jonathan Pierce) | 3:39   |
| 7.  | "River Of Life" (featuring Ghost Society)        | 4:54   |
| 8.  | "Morphine"                                       | 6:13   |
| 9.  | "Come Undone" (featuring Kazu Makino)            | 4:34   |
| 10. | Unavngivet (featuring Sune Rose Wagner)          | 4:44   |
| 11. | "Constantinople"                                 | 3:59   |
| 12. | "Hazedt"                                         | 13:24  |